# Minnewaterpark

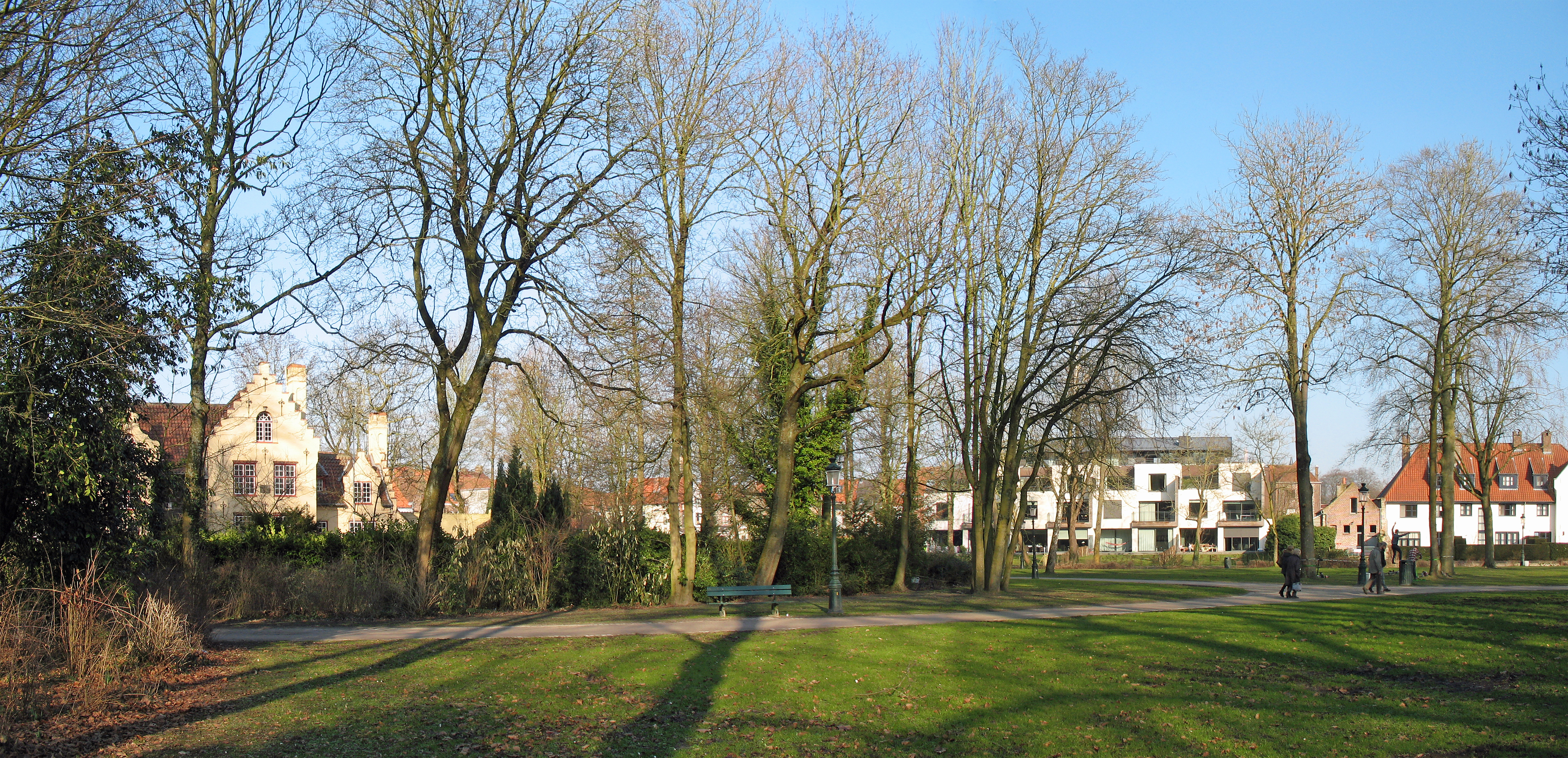
Minnewaterpark

Het Minnewaterpark is een stadspark in het zuiden van de historische binnenstad van Brugge, palend aan het historische wateroppervlak, genaamd Minnewater.

## Beschrijving en geschiedenis
Vele eeuwen lang waren de gronden van het huidige Minnewaterpark in gebruik als blekerijweide. De oudste vermelding hieromtrent dateert van 1580. Tot het begin van de 20ste eeuw was het gebied nog als blekerij in gebruik. Daarna werd het versnipperd en kwam het in bezit van verschillende eigenaars. Op een deel ervan liet Ludovic Fraeys de Veubeke een kasteel in neogotische stijl, Het Fraeyhuis, bouwen en een tuin aanleggen.
Het kasteel werd in 1969 gesloopt. De portierswoning en een deel van de leilinden in de tuin bleven bewaard. Deze sloping paste in de verkavelingsmentaliteit van de jaren zestig. In het Bijzonder Plan van Aanleg Minnewater werd voor dit gebied een zone van losse residentiële bebouwing voorzien. 
In het begin van de jaren zeventig stelde het stadsbestuur en in de eerste plaats burgemeester Michel Van Maele zich de vraag of de inplanting van een villawijk nog langer gerechtvaardigd was en er integendeel niet eerder de voorkeur gegeven moest worden aan de aanleg van een openbaar park. Bij akte van 9 augustus 1974 werd de stad eigenaar van het 1,55 ha grote terrein.
Bij het ontwerp van het park werden twee doelstellingen nagestreefd: enerzijds het afronden van de toeristische wandelas in de buurt van het Minnewater en anderzijds het creëren van een groenzone met verschillende passieve recreatieve functies. Gebruik makend van de waardevolle restanten van de tuinaanleg van het 'Fraeyhuis', werd de basisstructuur van het nieuwe park uitgetekend.
De aanleg startte in 1977 en de openstelling volgde in 1979. Kort daarop werd het park nog met een halve hectare uitgebreid door de aankoop van twee aanpalende eigendommen.
Dankzij de titel "Brugge 2002, Culturele hoofdstad van Europa" kon het aanpalende deel van het kanaaleiland, aan de overkant van de Brugse vaart, het Bargeplein, ingericht worden als onthaalruimte voor de vele toeristen die Brugge met de bus bezoeken. Via een opvallende brugconstructie komen ze vlot het Minnewaterpark binnen om hun toeristische ontdekkingstocht te beginnen.
Het Minnewaterpark is, behalve via de stadsvest Katelijnevest, bereikbaar vanuit de historische binnenstad door de straat die eveneens Minnewater heet. Verder nog via een wandelpad vanaf de Arsenaalstraat, over een brugje vanuit het Colettijnenhof en door de oude ingangspoort die het park afsluit langs de straat Katelijnevest.

## Activiteiten
Jaarlijks vinden in het park het driedaagse Cactusfestival en het mondiaal festival Feest in 't Park plaats.

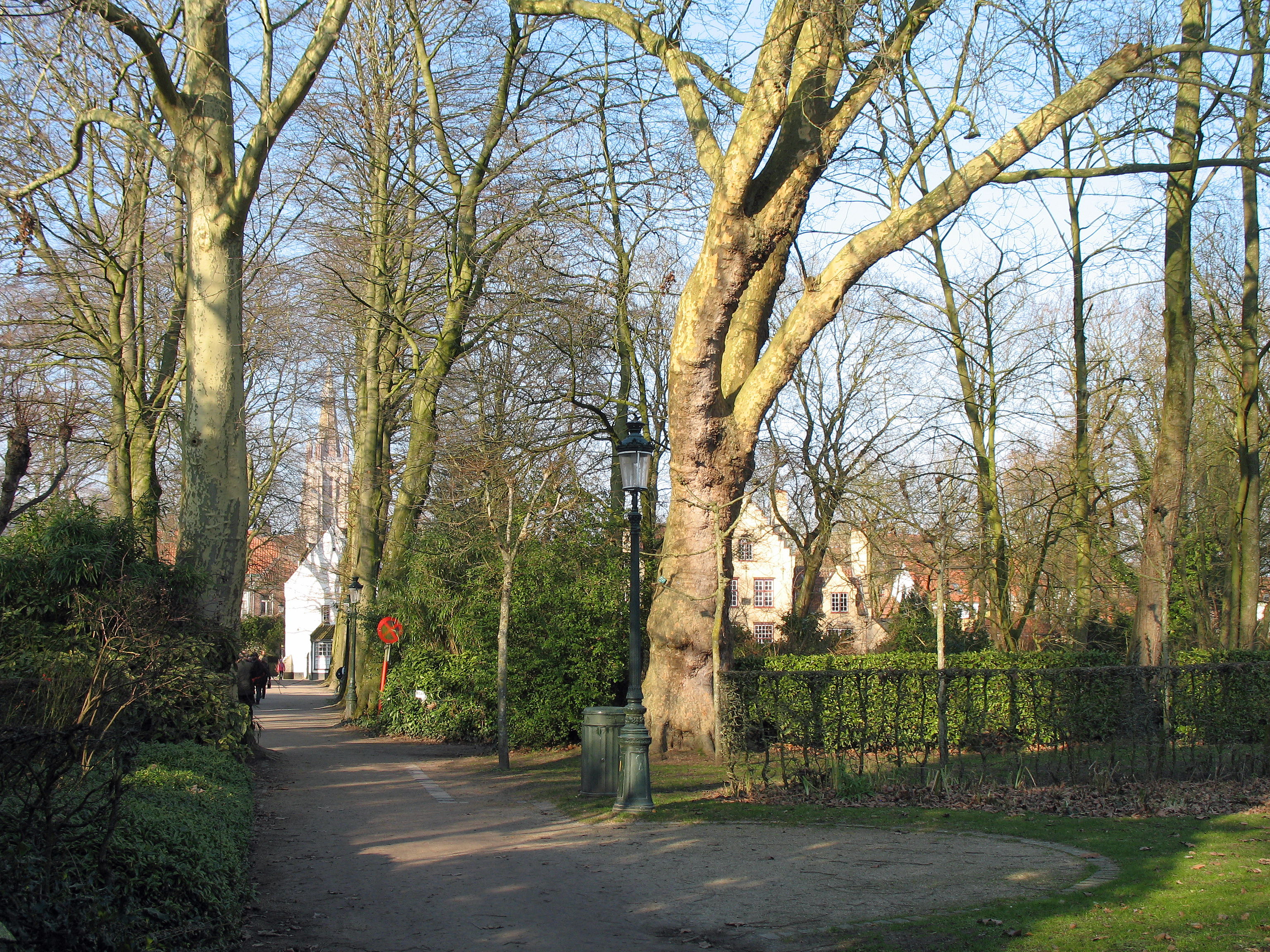
Minnewaterpark
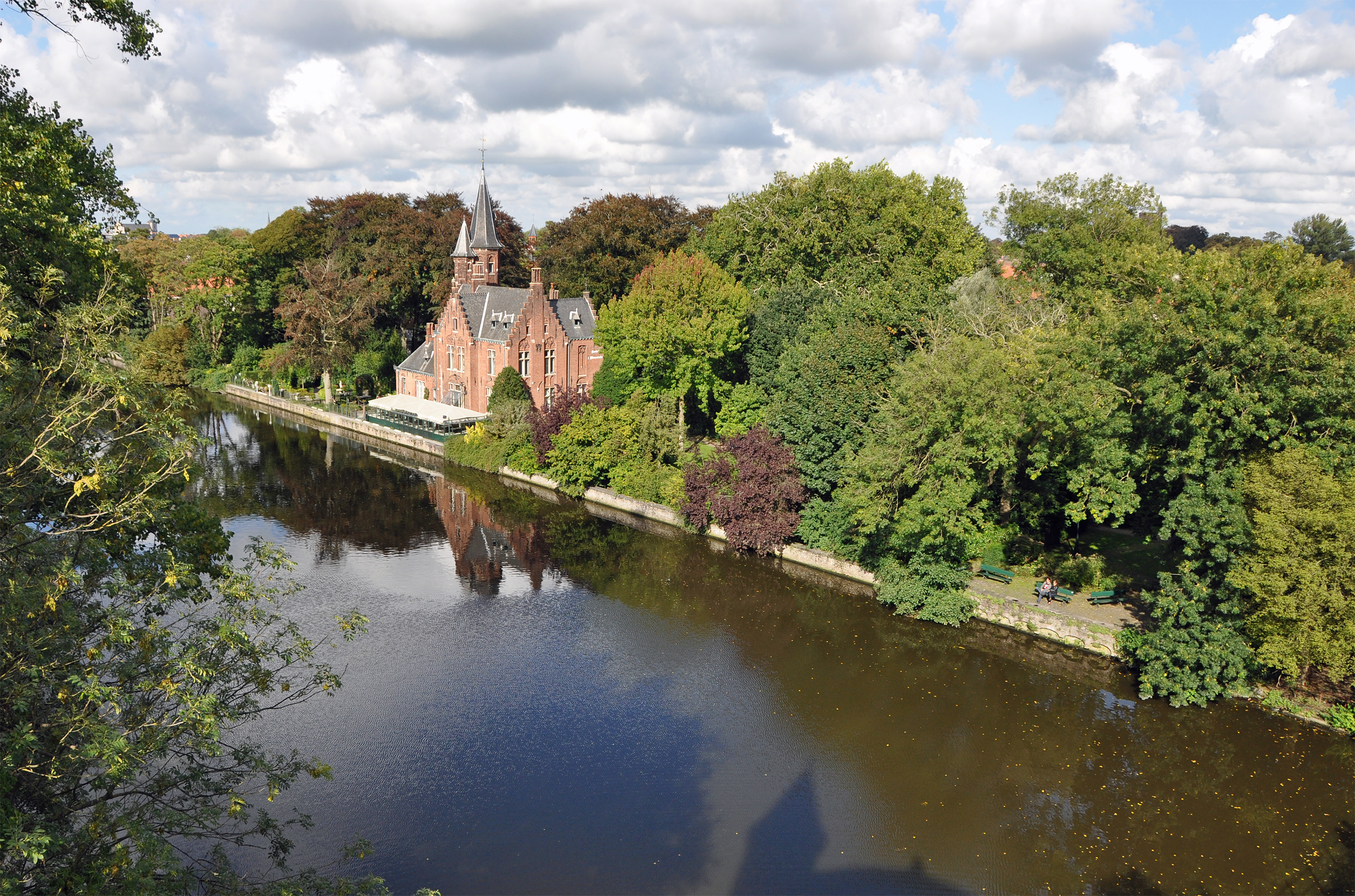
Het Minnewaterpark, gezien vanop de Poertoren
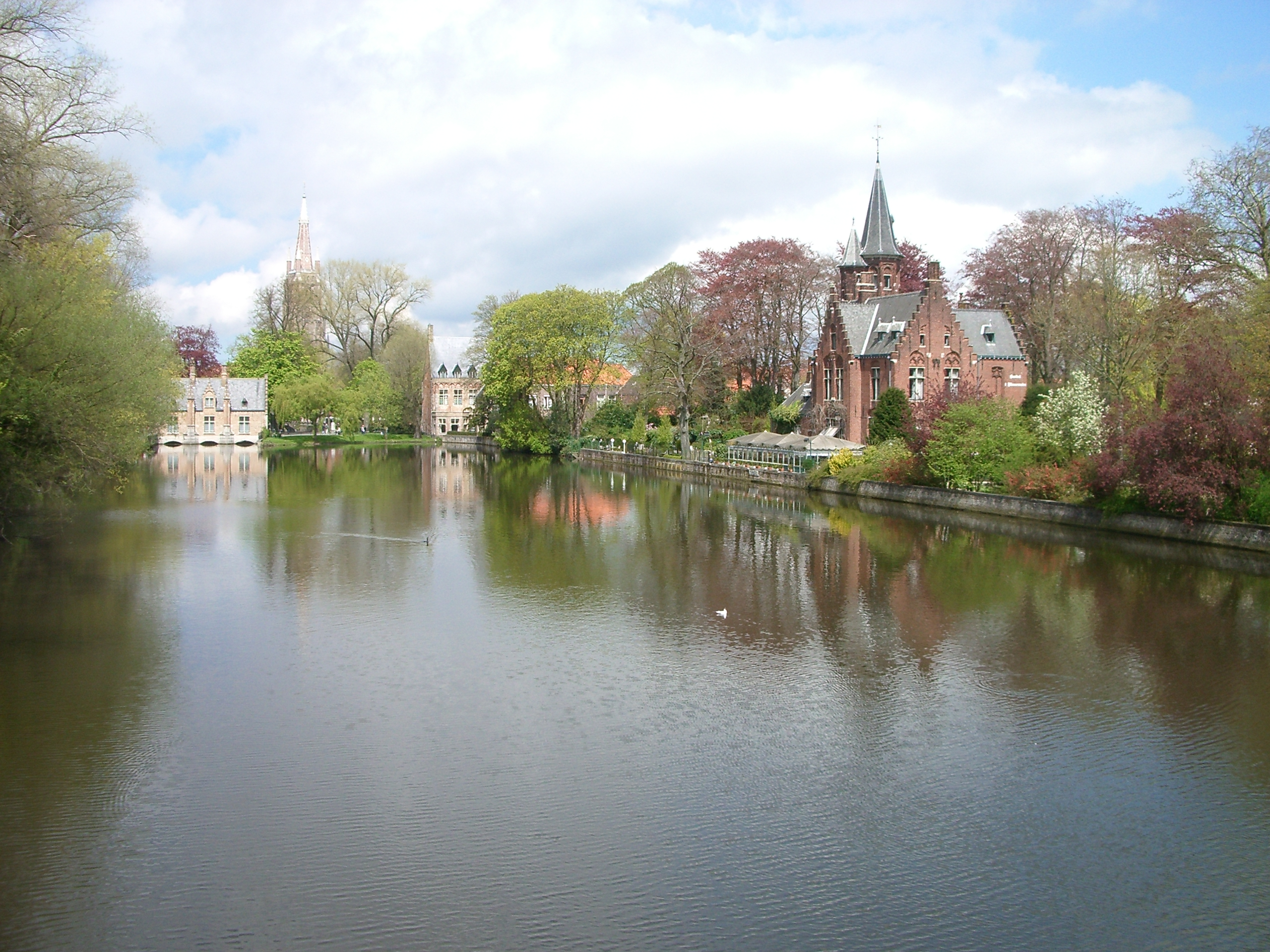
Het Minnewater naast het Minnewaterpark